# Condado de Webster (Georgia)
El condado de Webster (en inglés: Webster County), fundado en 1853, es uno de 159 condados del estado estadounidense de Georgia. En el año 2000, el condado tenía una población de 2390 habitantes y una densidad poblacional de 4 personas por km². La sede del condado es Preston.

## Geografía
Según la Oficina del Censo, el condado tiene un área total de 544 km² (210 mi²), de la cual 544 km² (210 mi²) es tierra y 3 km² (1,2 mi²) (0.34%) es agua.

### Condados adyacentes
- Condado de Marion (norte)
- Condado de Sumter (este)
- Condado de Terrell (sur)
- Condado de Randolph (suroeste)
- Condado de Stewart (oeste)

## Demografía
Según el censo de 2000, había 2390 personas, 2011 hogares y 1395 familias que residían en el condado. La densidad de población fue de 21 personas por milla cuadrada (8/km ²). Había 2447 viviendas en una densidad promedio de 8 por milla cuadrada (3/km ²). La composición racial del condado era del 50.50% blancos, 47.03% negros o afroamericanos , 0,13% amerindios, el 0,00% asiáticos, 1.59% de otras razas, y, 0.79% de dos o más razas. 2.76% de la población eran de origen hispano o latino de cualquier raza.
El ingreso medio para una vivienda en el condado era de $27 992, y la renta media para una familia era de $32 462. Los hombres tenían unos ingresos medios de 26 444 dólares versus $19 125 para las mujeres. La renta per cápita del condado era de $14 772. Alrededor del 19.30% de la población estaban por debajo de la línea de pobreza.

## Transporte

### Principales carreteras
- U.S. Route 280
- Ruta Estatal de Georgia 41
- Ruta Estatal de Georgia 153
- Ruta Estatal de Georgia 520

## Localidades
- Preston
- Weston